# 龐巴度髮型

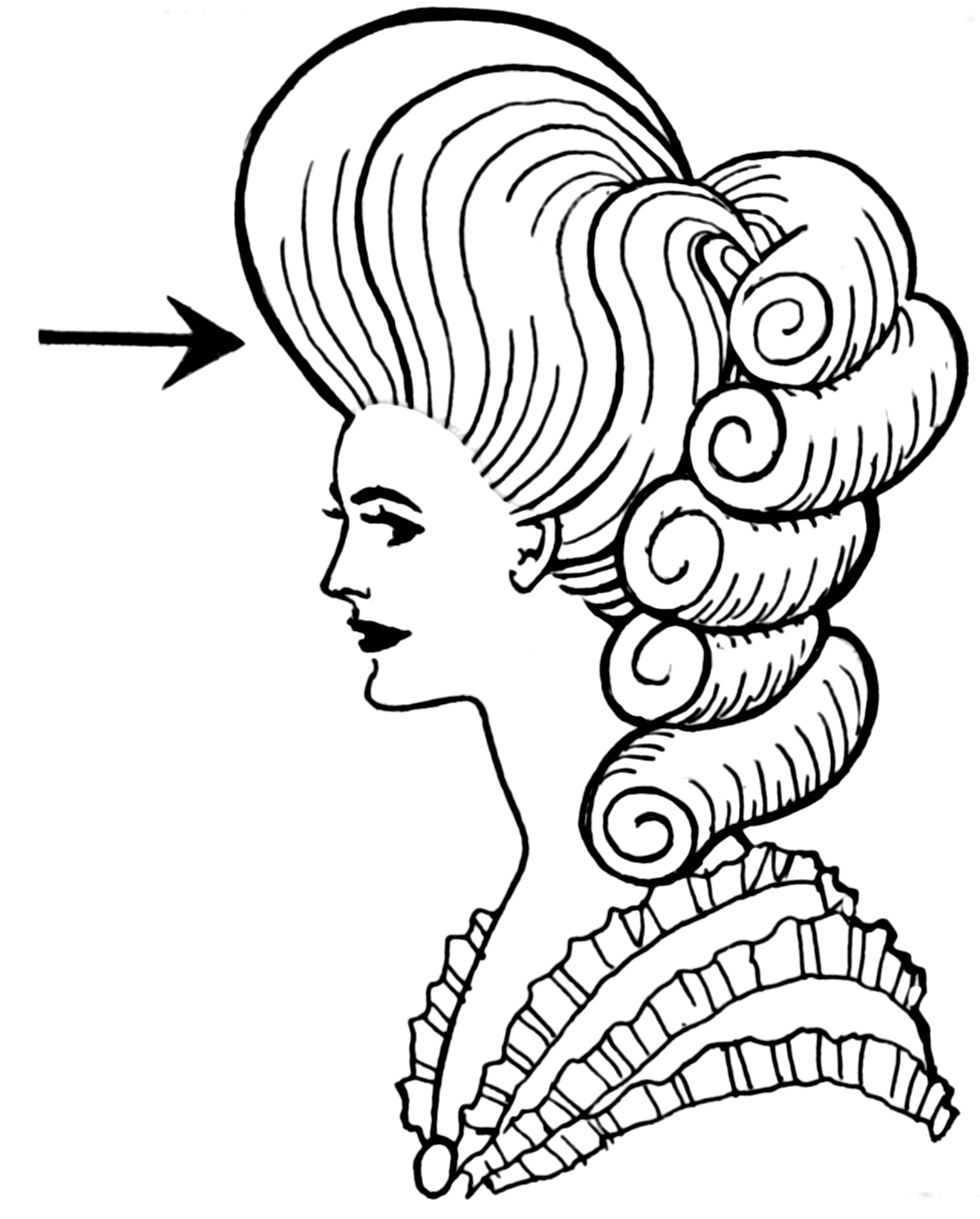
龐巴度髮型

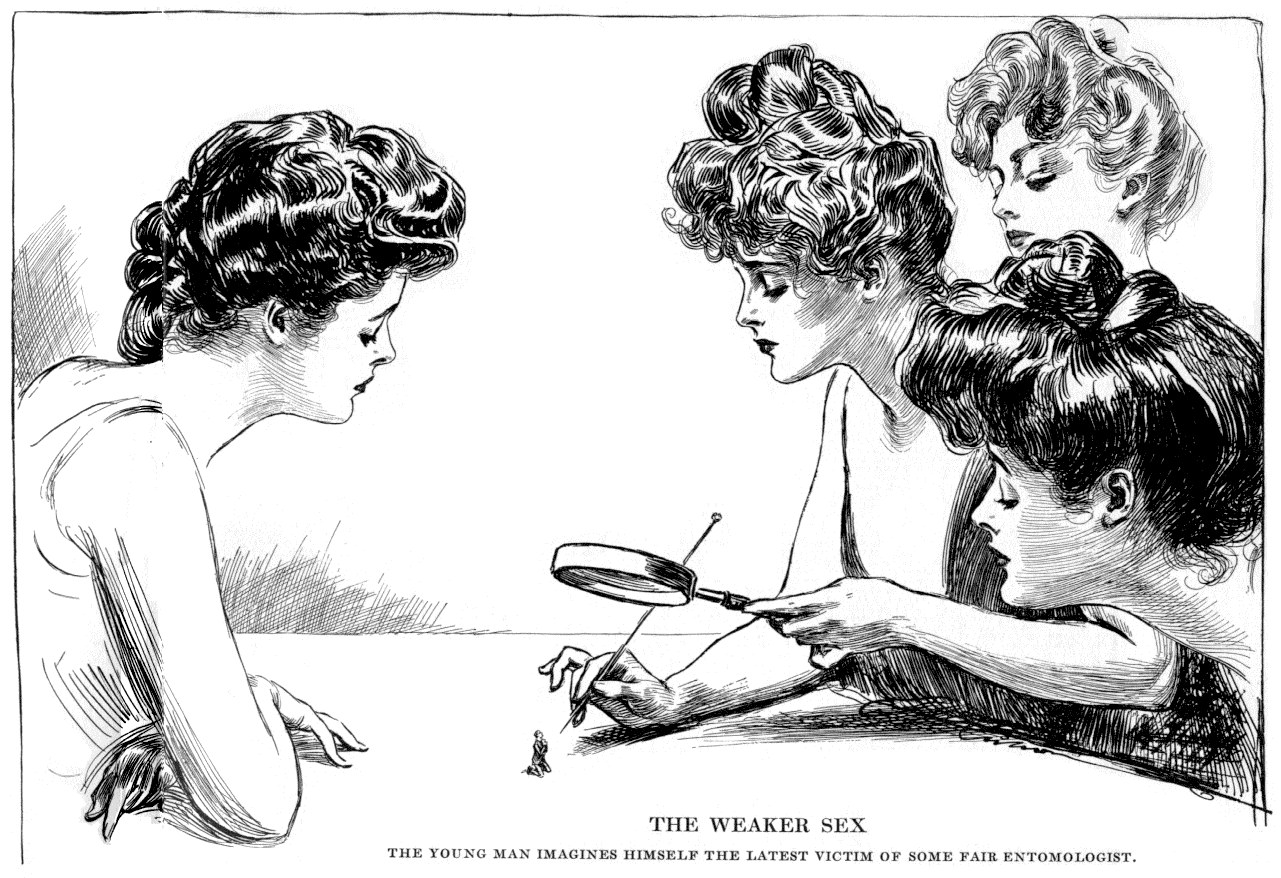
龐巴度髮型

龐巴度髮型是以法国国王路易十五的情妇龐巴度夫人命名的发型，20世紀時才有人給該髮型起了這樣一個名字。 男士、女士和儿童中都能看到這種髮型。龐巴度髮型的特點是頭髮要向上梳起，而且頭髮還要高出額頭不少。有时頭髮也會從額頭两侧和后面梳起。
不過龐巴度夫人本人的发型並不是龐巴度髮型，她把头发向后梳，而不是向上梳，而且額頭上方的头发並不多，也不高。